# Fritz Kirchner (Physiker)
Fritz Franz Kirchner (* 1. November 1896 in Ohrdruf, Thüringen; † 28. November 1967 in Köln) war ein deutscher Physiker, der vor allem für seine Bestimmung der spezifische Ladung des Elektrons bekannt ist.

## Leben
Fritz Kirchner wurde am 1. November 1896 als Sohn von Christian Kirchner und dessen Frau Ida geboren. Nach einem Physikstudium promovierte er 1921 bei Max Wien in Jena über das Thema Strukturuntersuchungen mit Röntgenstrahlen. Anschließend lebte er von 1921 bis 1934 in München, wo er seit 1925 als Privatdozent lehrte. Im selben Jahr heiratete er die Ärztin Susanne Margareta Börner, mit der er vier Söhne und eine Tochter hatte.
Nachdem Kirchner für einige Zeit Assistent von Wilhelm Wien war, habilitierte er sich 1927 bei diesem. Zwei Jahre später, im Jahr 1929, wurde Kirchner Assistent bei Arnold Sommerfeld, bevor er 1930 den Lehrauftrag für theoretische Physik erhielt. Ein Jahr später wurde er zum außerordentlichen Professor an der Universität München ernannt. Bald darauf wurde er ordentlicher Professor für Angewandte Physik und Experimentalphysik sowie Direktor des Physikalischen Instituts der Universität Köln.
Kirchner, seit 1940 Mitglied der NSDAP, war im Zweiten Weltkrieg beteiligt an Forschungen zur technischen Energiegewinnung für das Heereswaffenamt. Nach dem Ende des Krieges wurde gegen ihn bis 1947 ein Lehrverbot verhängt. Anschließend lehrte er wieder an der Kölner Universität.
Fritz Kirchner verstarb 1967 im Alter von 71 Jahren in der Kölner Universitätsklinik.